# Benjamín Grau
Benjamín Grau Marín (Barcellona, 19 agosto 1945) è un pilota motociclistico spagnolo ritiratosi dall'attività agonistica.

## Carriera
La sua carriera nel motociclismo si è sviluppata su più di un ventennio e in varie categorie; il suo palmares annovera 11 titoli nazionali spagnoli tra il 1973 e il 1979, anni in cui divideva le affermazioni con connazionali come Ángel Nieto e Ricardo Tormo destinati a raccogliere numerosi allori iridati nel motomondiale.
Uno dei suoi soprannomi è quello di Rei de Montjuïc in virtù dei numerosi successi ottenuti su quel circuito tra cui quelli nella 24 Horas de Montjuïc, gara di endurance, in cui si è imposto 7 volte (su 19 partecipazioni) fino all'ultima edizione della corsa disputatasi nel 1986. Spesso in coppia con il connazionale Salvador Cañellas, ha ottenuto lusinghieri risultati anche in altre gare di durata come la 1000 km del Mugello e la 24 Ore di Le Mans.
Per quanto riguarda il motomondiale ha partecipato soprattutto alle gare che si disputavano in territorio spagnolo, riuscendo ad imporsi nel Gran Premio motociclistico di Spagna 1974 della classe 125, salendo sul podio del Gran Premio motociclistico di Spagna anche in altre due occasioni, in quello del 1967 in classe 50 e in quello del 1975 in classe 250.
Il miglior piazzamento finale nel campionato è stato l'8º posto raggiunto nel motomondiale 1967.

## Risultati nel motomondiale

### Classe 50
| 1967 | Classe | Moto  |   |   |   |  |   |   |    |    |    |    |    |    |   | Punti | Pos. |
| ---- | ------ | ----- | - | - | - |  | - | - | -- | -- | -- | -- | -- | -- | - | ----- | ---- |
| 1967 | 50     | Derbi | 3 | - | - |  | - | - | NE | NE | NE | NE | NE | NE | - | 4     | 8º   |

| 1972 | Classe | Moto  |   |    |    |   |    |   |   |   |   |    |   |    |   | Punti | Pos. |
| ---- | ------ | ----- | - | -- | -- | - | -- | - | - | - | - | -- | - | -- | - | ----- | ---- |
| 1972 | 50     | Derbi | - | NE | NE | - | NE | - | - | 7 | - | NE | - | NE | 4 | 12    | 10º  |

| Legenda | 1º posto        | 2º posto            | 3º posto            | A punti      | Senza punti        | Grassetto – Pole position Corsivo – Giro più veloce |
| Legenda | Gara non valida | Non qual./Non part. | Ritirato/Non class. | Squalificato | '-' Dato non disp. | Grassetto – Pole position Corsivo – Giro più veloce |

### Classe 125
| 1970 | Classe | Moto    |   |  |   |   |   |   |   |   |   |    |   |    |  | Punti | Pos. |
| ---- | ------ | ------- | - |  | - | - | - | - | - | - | - | -- | - | -- |  | ----- | ---- |
| 1970 | 125    | Bultaco | - |  | - | - | - | - | - | - | - | NE | - | 10 |  | 1     | 52º  |

| 1971 | Classe | Moto    |   |   |  |   |   |   |   |   |   |    |   |   |  | Punti | Pos. |
| ---- | ------ | ------- | - | - |  | - | - | - | - | - | - | -- | - | - |  | ----- | ---- |
| 1971 | 125    | Bultaco | - | - |  | - | - | - | - | - | - | NE | - | 8 |  | 3     | 29º  |

| 1972 | Classe | Moto  |   |   |   |   |  |   |   |   |   |   |   |   |   | Punti | Pos. |
| ---- | ------ | ----- | - | - | - | - |  | - | - | - | - | - | - | - | - | ----- | ---- |
| 1972 | 125    | Derbi | - | - | - | - |  | - | - | - | - | - | - | 6 | 6 | 10    | 16º  |

| 1974 | Classe | Moto  |   |   |   |   |    |   |   |   |    |     |   |   |  | Punti | Pos. |
| ---- | ------ | ----- | - | - | - | - | -- | - | - | - | -- | --- | - | - |  | ----- | ---- |
| 1974 | 125    | Derbi | 5 | - | - | - | NE | - | - | - | NE | Rit | - | 1 |  | 21    | 9º   |

| 1975 | Classe | Moto  |  |     |  |  |  |    |  |  |  |    |  |  |  | Punti | Pos. |
| ---- | ------ | ----- |  | --- |  |  |  | -- |  |  |  | -- |  |  |  | ----- | ---- |
| 1975 | 125    | Derbi |  | Rit |  |  |  | NE |  |  |  | NE |  |  |  | 0     |      |

| Legenda | 1º posto        | 2º posto            | 3º posto            | A punti      | Senza punti        | Grassetto – Pole position Corsivo – Giro più veloce |
| Legenda | Gara non valida | Non qual./Non part. | Ritirato/Non class. | Squalificato | '-' Dato non disp. | Grassetto – Pole position Corsivo – Giro più veloce |

### Classe 250
| 1975 | Classe | Moto  |   |   |    |   |   |  |   |   |   |   |   |   |  | Punti | Pos. |
| ---- | ------ | ----- | - | - | -- | - | - |  | - | - | - | - | - | - |  | ----- | ---- |
| 1975 | 250    | Derbi | - | 3 | NE | - | - |  | - | - | - | - | - | - |  | 10    | 17º  |

| 1977 | Classe | Moto  |  |    |  |  |    |  |  |  |  |  |  |  |  | Punti | Pos. |
| ---- | ------ | ----- |  | -- |  |  | -- |  |  |  |  |  |  |  |  | ----- | ---- |
| 1977 | 250    | Derbi |  | NE |  |  | NP |  |  |  |  |  |  |  |  | 0     |      |

| 1978 | Classe | Moto  |  |     |    |  |  |  |  |  |  |  |  |  |  | Punti | Pos. |
| ---- | ------ | ----- |  | --- | -- |  |  |  |  |  |  |  |  |  |  | ----- | ---- |
| 1978 | 250    | Derbi |  | Rit | NE |  |  |  |  |  |  |  |  |  |  | 0     |      |

| Legenda | 1º posto        | 2º posto            | 3º posto            | A punti      | Senza punti        | Grassetto – Pole position Corsivo – Giro più veloce |
| Legenda | Gara non valida | Non qual./Non part. | Ritirato/Non class. | Squalificato | '-' Dato non disp. | Grassetto – Pole position Corsivo – Giro più veloce |

### Classe 350
| 1977 | Classe | Moto   |  |    |  |  |     |  |  |  |    |  |  |  |  | Punti | Pos. |
| ---- | ------ | ------ |  | -- |  |  | --- |  |  |  | -- |  |  |  |  | ----- | ---- |
| 1977 | 350    | Yamaha |  | AN |  |  | Rit |  |  |  | NE |  |  |  |  | 0     |      |

| Legenda | 1º posto        | 2º posto            | 3º posto            | A punti      | Senza punti        | Grassetto – Pole position Corsivo – Giro più veloce |
| Legenda | Gara non valida | Non qual./Non part. | Ritirato/Non class. | Squalificato | '-' Dato non disp. | Grassetto – Pole position Corsivo – Giro più veloce |

### Classe 500
| 1971 | Classe | Moto    |  |  |  |  |  |  |    |  |  |  |  |   |  | Punti | Pos. |
| ---- | ------ | ------- |  |  |  |  |  |  | -- |  |  |  |  | - |  | ----- | ---- |
| 1971 | 500    | Bultaco |  |  |  |  |  |  | NE |  |  |  |  | 4 |  | 8     | 18º  |

| Legenda | 1º posto        | 2º posto            | 3º posto            | A punti      | Senza punti        | Grassetto – Pole position Corsivo – Giro più veloce |
| Legenda | Gara non valida | Non qual./Non part. | Ritirato/Non class. | Squalificato | '-' Dato non disp. | Grassetto – Pole position Corsivo – Giro più veloce |